# Zwakke base
Een zwakke base wordt in een oplossing met water niet volledig gesplitst in ionen. In plaats daarvan zal zich een evenwicht instellen volgens:
{\displaystyle \mathrm {AOH_{(aq)}\,\leftrightarrow \,A^{+}\,_{(aq)}+\,OH^{-}\,_{(aq)}} }
Er zijn meer zwakke dan sterke basen.
De ligging van het evenwicht wordt bepaald door de grootte van de evenwichtsconstante:
{\displaystyle \mathrm {K_{b}\,=\,{\frac {[A^{+}\,][OH^{-}\,]}{[AOH]}}} }

## Zuurrest als zwakke base
Naast stoffen die zelf een OH-groep kunnen afstaan vormt de groep geconjugeerde basen van zwakke zuren een veel grotere groep zwakke basen. De base wordt in de vorm van het natrium- of kaliumzout (bijvoorbeeld natriumacetaat) in de oplossing gebracht. Het hydroxide-ion ontstaat bij deze groep basen uit de reactie van het zuurrest-ion met water:
{\displaystyle \mathrm {A^{-}\,_{(aq)}+\,H_{2}O\,\leftrightarrow \,HA\,_{(aq)}+\,OH^{-}\,_{(aq)}} }
De voor deze reactie geldende Kb wordt dan strikt formeel:
{\displaystyle \mathrm {K_{b}\,=\,{\frac {[HA\,][OH^{-}\,]}{[A^{-}\,][H_{2}O]}}} }

## De pH van oplossingen van zwakke basen
Omdat voor de concentratie van water in water als oplosmiddel "1" geschreven mag worden gaat deze vergelijking over in
{\displaystyle \mathrm {K_{b}\,=\,{\frac {[HA\,][OH^{-}\,]}{[A^{-}\,]}}} }
Met het gegeven dat voor elk OH−-ion dat in de oplossing voorkomt ook een HA molecule gevormd is, waardoor [OH−] = [HA], kan geschreven worden:
{\displaystyle \mathrm {K_{b}\,=\,{\frac {[OH^{-}\,][OH^{-}\,]}{[A^{-}\,]}}} }
of
{\displaystyle \mathrm {K_{b}\,=\,{\frac {[OH^{-}\,]^{2}}{[A^{-}\,]}}} }
en
{\displaystyle \mathrm {K_{b}\,[A^{-}\,]=\,{[OH^{-}\,]^{2}}} }
of
{\displaystyle \mathrm {{\sqrt {K_{b}\,[A^{-}\,]}}=\,{[OH^{-}\,]}} }
De pH van de oplossing wordt vervolgens bepaald via:
pOH = -log([OH−])
en hieruit kan de pH berekend worden:
pH = 14 - pOH

## Voorbeelden
- alanine
- ammoniak
- methanol
- methylamine
- natriumacetaat
- natriumcarbonaat
- pyridine